# Francesco Moser
Francesco Moser (Palù di Giovo, Trente, 19 juni 1951) is een voormalig Italiaans wielrenner en behaalde 273 wegzeges, wat hem, na Eddy Merckx (445) en Rik Van Looy (379), de derde meest winnende wielrenner ooit maakt. Tevens won hij in 35 starts 15 zesdaagsen, waarvan negen met René Pijnen.
Hij is de jongste van vier fietsende broers. Zijn oudste broer Aldo reed in de Giro d'Italia van 1971 nog een dag in de roze trui. Francesco Moser won in zijn loopbaan een grote ronde: de Giro in 1984 en tevens drie van de vijf grote wielerklassiekers, waaronder driemaal Parijs-Roubaix. Moser was een imposant compleet renner, maar door zijn grootte was hij geen groot klimmer. In de Ronde van Italië won hij tevens viermaal het puntenklassement (1976, 1977, 1978 en 1982). Een record dat hij deelt met zijn landgenoot Giuseppe Saronni.
Moser verbrak ook het werelduurrecord in 1984 in Mexico-Stad door 50,808 en 51,151 kilometer te rijden. Hij was de eerste persoon die meer dan vijftig kilometer reed. Zijn record hield tot 1993 stand, toen Graeme Obree en later Chris Boardman hem verbeterden. Hij had een meer geavanceerde fiets dan die waarmee Eddy Merckx in 1972 het record vestigde, waardoor de Internationale Wielerunie hem in 2000 met terugwerkende kracht zijn record ontnam. In 1978 werd Moser in de finale van het wereldkampioenschap op de Nürburgring nipt verslagen door Gerrie Knetemann. Zijn profcarrière duurde van 1973 tot 1988.

## Erelijst
- Baby Giro (1971)
- Gent-Wevelgem (1979)
- Italiaans kampioenschap op de weg (1975, 1979, 1981)
- Italiaans kampioenschap amateurs (1972)
- Milaan-San Remo (1984)
- Milaan-Turijn (1983)
- Parijs-Roubaix (1978, 1979, 1980)
- Parijs-Tours (1974)
- Ronde van Piëmont (1974)
- Ronde van Reggio Calabria (1974)
- Coppa Bernocchi (1974)
- Coppa Agostoni (1977, 1981)
- Ronde van Catalonië (1978)
- Ronde van Lombardije (1975, 1978)
- Ronde van Italië (1984; 2e in 1977, 1979, 1985)
- Route du Sud (1982)
- Boucles de l'Aulne (1982)
- Super Prestige Pernod (1978)
- Tirreno-Adriatico (1980, 1981)
- Trofeo Baracchi (1974, 1975, 1979, 1984, 1985)
- Waalse Pijl (1977)
- Wereldkampioenschap wielrennen (1977; 2e in 1976, 1978)

## Wielerploegen
- Filotex (1973–1975)
- Sanson (1976–1980)
- Famcucine (1981–1982)
- GIS (1983–1985)
- Supermercati (1986–1987)
- Château d'Ax (1988)

## Resultaten in voornaamste wedstrijden
| Jaar | Ronde van Italië | Ronde van Frankrijk | Ronde van Spanje |
| ---- | ---------------- | ------------------- | ---------------- |
| 1973 | 15e (1)          |                     |                  |
| 1974 | 7e               |                     |                  |
| 1975 |                  | 7e (2)              |                  |
| 1976 | 4e (3)           |                     |                  |
| 1977 | ↑                |                     |                  |
| 1978 | ↑ (4)            |                     |                  |
| 1979 | ↑ (3)            |                     |                  |
| 1980 | opgave (1)       |                     |                  |
| 1981 | 21e (1)          |                     |                  |
| 1982 | 8e (2)           |                     |                  |
| 1983 | opgave           |                     |                  |
| 1984 | ↑ (4)            |                     | 10e (2)          |
| 1985 | ↑ (3)            |                     |                  |
| 1986 | ↑ (1)            |                     |                  |
| 1987 |                  |                     |                  |

| Jaar | Milaan-San Remo | Gent-Wevelgem | Ronde van Vlaanderen | Parijs-Roubaix | Amstel Gold Race | Luik-Bast.‑Luik | Ronde van Lombardije | Rund um den Henninger-Turm | Waalse Pijl | Parijs-Brussel |  | WK op de weg |  | Wereldranglijsten |
| ---- | --------------- | ------------- | -------------------- | -------------- | ---------------- | --------------- | -------------------- | -------------------------- | ----------- | -------------- |  | ------------ |  | ----------------- |
| 1973 | 30e             |               |                      |                |                  |                 |                      |                            | 9e          |                |  |              |  |                   |
| 1974 | 12e             |               |                      | ↑              |                  |                 | 7e                   |                            |             | 10e            |  | 7e           |  | 8e (SPP)          |
| 1975 | ↑               | 8e            | 25e                  | 5e             |                  |                 | ↑                    |                            |             |                |  | 11e          |  | (SPP)             |
| 1976 | 9e              | 7e            | ↑                    | ↑              |                  |                 | 6e                   |                            |             |                |  | ↑            |  | (SPP)             |
| 1977 | 35e             |               | 4e                   | 13e            | 7e               |                 | 13e                  |                            | ↑           |                |  | ↑            |  | 5e (SPP)          |
| 1978 | 6e              | Brons         | 7e                   | ↑              | ↑                | ↑               | ↑                    | 4e                         |             |                |  | ↑            |  | (SPP)             |
| 1979 | 4e              | Goud          | 11e                  | ↑              |                  |                 | 14e                  |                            |             |                |  |              |  | 4e (SPP)          |
| 1980 | 6e              |               | ↑                    | ↑              |                  |                 |                      | Zilver                     |             |                |  |              |  | (SPP)             |
| 1981 | 39e             | 11e           | 32e                  | ↑              |                  |                 | 18e                  | 4e                         |             |                |  | 26e          |  | 13e (SPP)         |
| 1982 | 4e              |               | 23e                  | 10e            |                  |                 | ↑                    | 11e                        |             |                |  | 26e          |  | 10e (SPP)         |
| 1983 | 11e             | 32e           |                      | ↑              |                  |                 | 5e                   |                            |             |                |  |              |  | 21e (SPP)         |
| 1984 | ↑               |               |                      |                |                  |                 |                      |                            |             |                |  |              |  | 5e (SPP)          |
| 1985 | 31e             |               |                      | 12e            |                  |                 |                      |                            |             |                |  |              |  |                   |
| 1986 | 26e             | 11e           | 25e                  | 8e             | 7e               |                 |                      | 9e                         |             |                |  |              |  | 10e (SPP)         |
| 1987 | 27e             | 46e           |                      | 19e            | 54e              |                 |                      |                            |             |                |  | 66e          |  |                   |

Wielerploegen van Francesco Moser
Amadio ·
Gaetano Baronchelli ·
Gianbattista Baronchelli (tot 14/06) ·
Bevilacqua ·
Bottoia ·
Colombo ·
Corti ·
Giuliani ·
Maier ·
Montani ·
Moser ·
Seiz ·
Thurau ·
Zadrobilek ·
Zola
Algeri ·
Allocchio ·
Amadio ·
Bevilacqua ·
Bottoia ·
Corti ·
Giuliani ·
Jurčo ·
Montani ·
Moser ·
Rominger ·
Seiz ·
Vona ·
Zadrobilek ·
Zanatta
Allocchio ·
Amadio ·
Badolato ·
Bottoia ·
Bugno ·
Corti ·
Fidanza ·
Giuliani ·
Jurčo ·
Moser (tot 31/05) ·
Pozzi ·
Rominger ·
Tebaldi ·
Vanotti ·
Vona ·
Zanatta
- Bibliothèque nationale de France: cb12014139x (data)
- Gemeinsame Normdatei: 1235175456
- International Standard Name Identifier: 0000 0000 2411 2753
- Library of Congress Control Number: n79014827
- Nederlandse Thesaurus van Auteursnamen: 229514154
- Istituto Centrale per il Catalogo Unico: SBLV138918
- Virtual International Authority File: 8655329
- WorldCat: E39PBJrcjXtjVqrBX8hQVdwHmd